# Grønligrotta
Grønligrotta es una cueva de piedra caliza de 1.500 metros de largo en Røvasdal, a 8 km al norte de la ciudad noruega de Mo i Rana. La parte más profunda de la cueva está 107 m más baja que la entrada. La Grønligrotta es la caverna de piedra caliza más conocida y más accesible en esa localidad.